# Classe lavoratrice

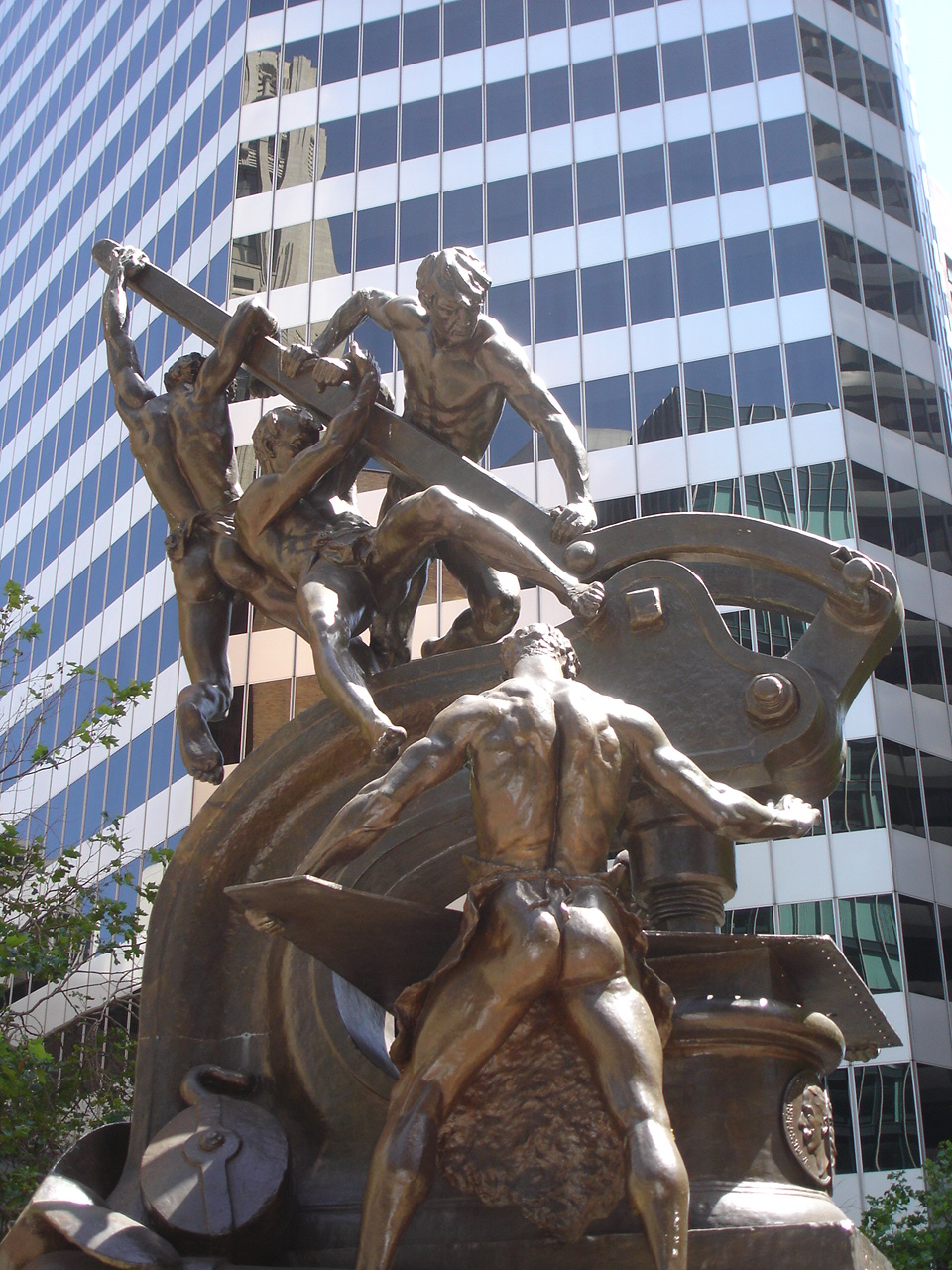
Monumento dedicato alle classi lavoratrici e di supporto lungo la Market Street di San Francisco

Classe lavoratrice (ing. working class, fr. classe ouvrière) è una locuzione che indica, nella scala sociale, il gruppo che  come fonte di reddito ha il lavoro, rispetto ad altri cespiti di entrata economica (es. rendita).

## Terminologia
La locuzione ha diverso significato al singolare ed al plurale.
- Al singolare, "classe lavoratrice" è spesso sinonimo di proletariato per ragioni legate al significato storico pregnante del termine; ma l'interpretazione del contesto in cui l'espressione è usata può evitare la sinonimia.
- Al plurale, "classi lavoratrici" indica le componenti sociali che esercitano il lavoro in tutte le sue espressioni.

Dal diritto europeo e dal diritto del lavoro si ricava che ciascuna classe o categoria di lavoratori è portatrice di interessi socioeconomici e culturali basicamente comuni in differenti paesi, a prescindere dalla esistenza di organizzazioni sindacali o corporative che la rappresentino.

## Sociologia
Friedrich Engels ha teorizzato un ruolo egemonico della classe operaia rispetto al complesso delle classi lavoratrici: "finché le classi proprietarie, oltre a non sentir alcun necessità di liberazione, si oppongono con tutte le forze alla liberazione della classe lavoratrice, allora la classe operaia sarà costretta ad iniziare e a compiere da sola la rivoluzione sociale".
La definizione marxista si applica alla divisione del lavoro del capitalismo primigenio: nella misura in cui la scala sociale è andata evolvendosi, la definizione delle classi lavoratrici risente anche dei redditi misti e del ruolo che le loro rappresentanze esercitano nelle democrazie moderne.

## Rappresentatività delle classi lavoratrici negli organi nell'Unione europea
Nel diritto europeo il più importante esempio di organismo corporativo moderno rappresentativo delle classi lavoratrici è il Comitato economico e sociale europeo (CESE), composto di 344 membri in rappresentanza della popolazione e delle categorie degli stati membri dell'Unione europea. In base all'articolo 257 del Trattato di Roma, come modificato dal Trattato di Nizza: "Il comitato è costituito da rappresentanti delle varie componenti di carattere economico e sociale della società civile organizzata, in particolare dei produttori, agricoltori, vettori, lavoratori, commercianti e artigiani, nonché delle libere professioni, dei consumatori e dell'interesse generale".